# Alfonso Muzzarelli
Alfonso Muzzarelli (Ferrara, 22 de agosto de 1749 - París, 25 de mayo de 1813) fue un teólogo escolástico jesuita italiano.

## Biografía
Entró en el noviciado jesuita el 20 de octubre de 1768, y enseñó gramática en Bolonia e Ímola. Tras la supresión de la orden en 1773 recibió un beneficio en Ferrara y poco después fue nombrado director del Seminario o Colegio de nobles de Parma. El papa Pío VII lo llamó a Roma y lo hizo teólogo de la Penitenciaría apostólica. Cuando este papa se exilió en 1809, Muzzarelli fue obligado a abandonar Roma también y marchó a París, donde murió en el Convento de las Damas de Saint-Michel. Escribió numerosas obras teológicas, filosóficas y ascéticas. Su obra maestra es la colección de tratados eclesiásticos Il buon uso della Logica in materia di Religione, cuya última versión póstuma (Florencia, 1821-1823) contaba con once volúmenes. Dedicó un par de obras a refutar a Jean-Jacques Rousseau. Una de sus obras ascéticas, Il mese di Maria o sia di Maggio (1785), ha tenido más de un centenar de ediciones y ha sido muy traducida (inglés, francés, español, portugués, árabe, alemán).

## Obras
- Il buon uso della Logica in materia di Religione (6 vols., Foligno, 1787-9), con adiciones del propio autor en 10 vols., Roma, 1807; 11 vols. Florencia, 1821-3). Esta colección de tratados, con excepción de los últimos cinco, fue trasladada al latín por Zeldmayer de Buzitha (Bonus usus logiae in materia religionis, Kaschau, 1818-7). Una traducción francesa de 42 de estos tratados se publicó en Bruselas en 1837.
- L'Emilio disingannato (4 vols., Siena, 1782-3) refutación del Emilio de Rousseau.
- Confutasione del contratto sociale di Gian Jacopo Rousseau (2 vols., Foligno, 1794), refutación del Contrato social de Rousseau.
- Il mese di Maria o sia di Maggio (Ferrara, 1785) muy reimpresa y traducida.
- Il buon uso delle vacanze (Parma, 1798).

- Datos: Q4722074
- Multimedia: Alfonso Muzzarelli / Q4722074